# Русаков, Николай Васильевич
Никола́й Васи́льевич Русако́в (род. 6 мая 1939 года, п. Красный ткач, Московская область, СССР) — советский и российский учёный-гигиенист, академик РАМН (2007), академик РАН (2013).

## Биография
Родился 6 мая 1939 года в п. Красный ткач Московской области.
В 1964 году — окончил 1-й Московский медицинский институт имени И. М. Сеченова, где в дальнейшем до 1970 года учился в аспирантуре.
С 1970 по 1989 годы — старший научный сотрудник Института общей и коммунальной гигиены имени А. Н. Сысина АМН СССР, заведующий лабораторией, отделом Института медицинской паразитологии и тропической медицины им. Е. И. Марциновского.
С 1989 года — заведовал лабораторией гигиены почвы и промотходов НИИ экологии человека окружающей среды имени А. Н. Сысина.
Председатель секции «Гигиена почвы и промотходов» Проблемной комиссии «Экология человека и гигиена окружающей среды», главный эксперт Департамента санэпиднадзора Минздрава РФ, член научно-технических комитетов Госстандарта РФ и Госкомэкологии РФ, руководитель Центрального органа по гигиенической сертификации продукции, полученной на основе или с прикинем отходов; известный специалист в области гигиены почвы и оценки опасности отходов; основное направление научных исследований: фундаментальные основы и методология гигиенического надзора за состоянием почвы и влияния её заражения на здоровье человека.
В 2004 году — избран членом-корреспондентом РАМН.
В 2007 году — избран академиком РАМН.
В 2013 году — стал академиком РАН (в рамках присоединения РАМН и РАСХН к РАН).

## Награды
- Заслуженный деятель науки Российской Федерации (2002)[3]
- Медаль «Ветеран труда»
- Медаль «В память 850-летия Москвы» (1997)